# 然格爾季區
49°48′36″N 63°43′12″E / 49.81000°N 63.72000°E

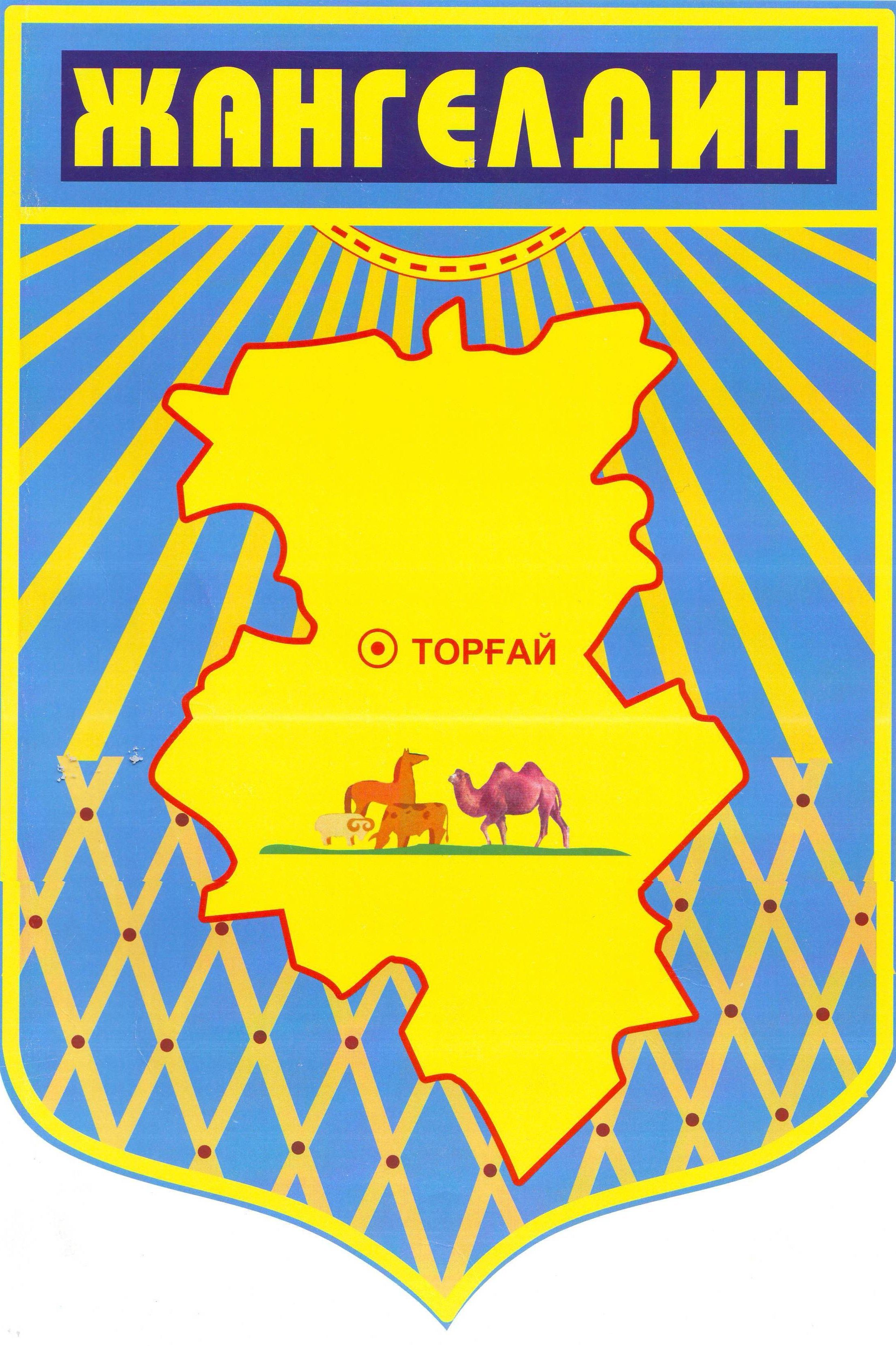

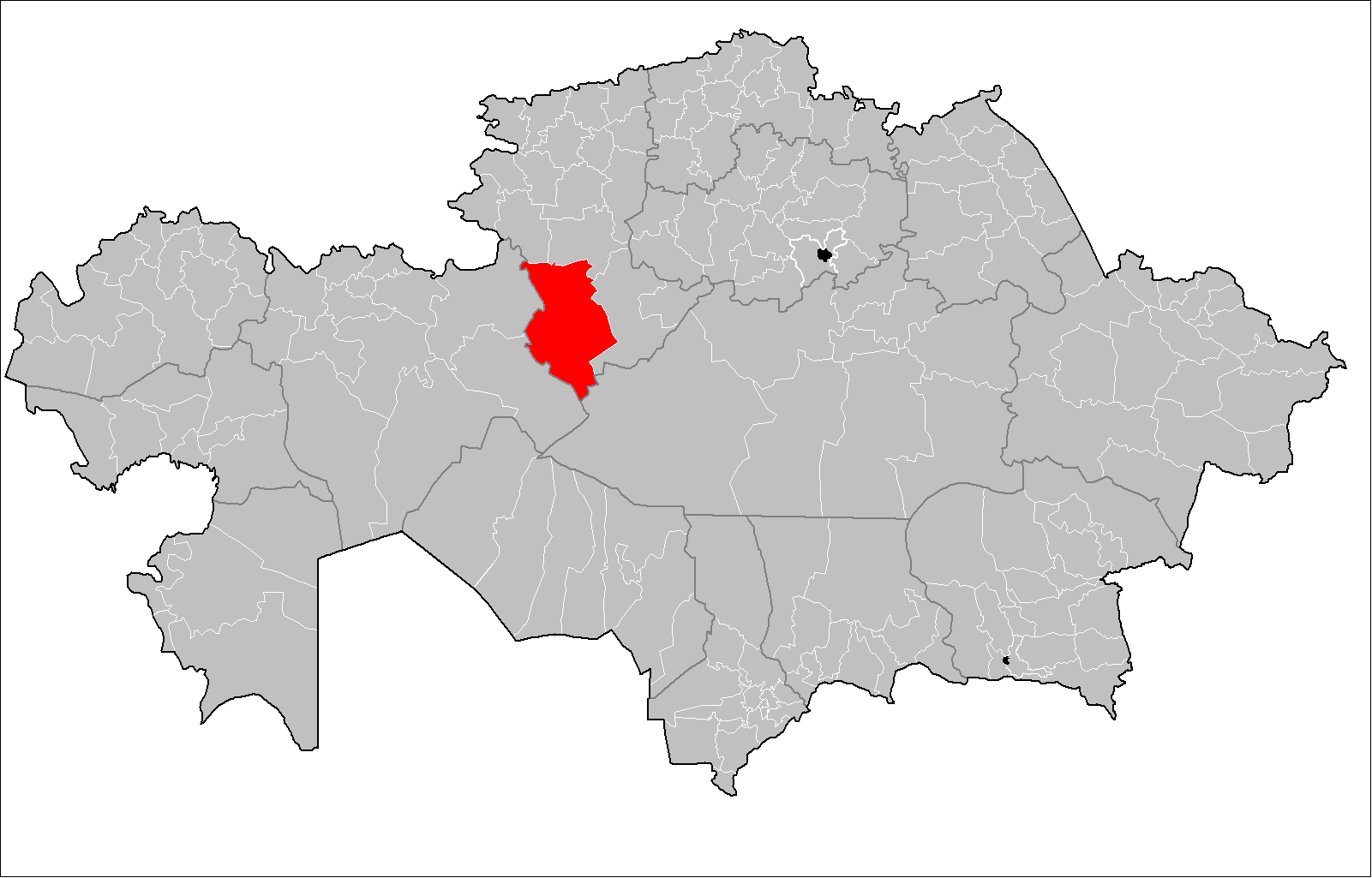

然格爾季區是哈薩克斯坦的行政區，位於該國北部，由庫斯塔奈州負責管轄，首府設於托爾蓋，始建於1928年，面積37,600平方公里，2016年人口13,457。